# 35 Jahre Böhse Onkelz – Symphonien und Sonaten
35 Jahre Böhse Onkelz – Symphonien und Sonaten ist ein Kompilationsalbum, das die deutsche Rockband Böhse Onkelz zu ihrem 35-jährigen Jubiläum von dem Bratislava Symphony Orchestra aus der Slowakei einspielen ließ. Es erschien am 11. Dezember 2015 über das bandeigene Label V.I.E.R. Ton & Merch GbR und enthält 20 klassische Neuinterpretationen von Liedern der Böhsen Onkelz.

## Inhalt
Für das Album wurden 20 Lieder aus den Studioalben der Böhsen Onkelz von dem Orchester aus Bratislava unter der Leitung von David Hernando Rico in einem pseudo-klassischen Stil ohne Gesang neu eingespielt. Je drei Songs wurden den Alben E.I.N.S., Wir ham’ noch lange nicht genug und Kneipenterroristen entnommen, und jeweils zwei Stücke stammen von Ein böses Märchen … aus tausend finsteren Nächten, Viva los Tioz, Es ist soweit sowie Schwarz. Außerdem ist von den Alben Dopamin, Heilige Lieder und Onkelz wie wir … je ein Titel enthalten.

## Covergestaltung
Das Albumcover ist in bronzenen Farbtönen gehalten und zeigt ein Kreisemblem, in dem die Schriftzüge Böhse Onkelz, Symphonien & Sonaten und Bratislava Symphony Orchestra stehen. In der Mitte des Kreises befinden sich zudem die Schriftzüge 3BO5 und 35 Jahre Böhse Onkelz sowie zwei Lorbeerzweige. Um den Kreis herum sind weitere Ornamente zu sehen.

## Titelliste
CD 1
| #  | Titel                            | Länge | Original-Album                                    |
| -- | -------------------------------- | ----- | ------------------------------------------------- |
| 1  | Dunkler Ort                      | 4:12  | Ein böses Märchen … aus tausend finsteren Nächten |
| 2  | Der Platz neben mir              | 8:15  | Viva los Tioz                                     |
| 3  | Macht für den der sie nicht will | 4:23  | Dopamin                                           |
| 4  | Ich bin in dir                   | 4:34  | Heilige Lieder                                    |
| 5  | Freddy Krüger                    | 4:01  | Kneipenterroristen                                |
| 6  | Kirche                           | 4:43  | E.I.N.S.                                          |
| 7  | Wieder mal ’nen Tag verschenkt   | 4:08  | Wir ham’ noch lange nicht genug                   |
| 8  | Regen                            | 5:25  | E.I.N.S.                                          |
| 9  | Nichts ist für die Ewigkeit      | 5:11  | Es ist soweit                                     |
| 10 | Nur die Besten sterben jung      | 3:58  | Wir ham’ noch lange nicht genug                   |

CD 2
| #  | Titel                                  | Länge | Original-Album                  |
| -- | -------------------------------------- | ----- | ------------------------------- |
| 1  | Wir ham’ noch lange nicht genug        | 4:57  | Wir ham’ noch lange nicht genug |
| 2  | Nekrophil                              | 4:11  | Es ist soweit                   |
| 3  | 28                                     | 4:28  | Kneipenterroristen              |
| 4  | Bin ich nur glücklich wenn es schmerzt | 5:39  | Viva los Tioz                   |
| 5  | Koma                                   | 5:02  | E.I.N.S.                        |
| 6  | Tanz der Teufel                        | 4:00  | Kneipenterroristen              |
| 7  | Erinnerungen                           | 5:20  | Onkelz wie wir …                |
| 8  | Panamericana                           | 6:13  | Ein böses Märchen…              |
| 9  | Der Himmel kann warten                 | 4:23  | Schwarz                         |
| 10 | Baja                                   | 8:31  | Schwarz                         |

## Chartplatzierungen
35 Jahre Böhse Onkelz – Symphonien und Sonaten stieg am 18. Dezember 2015 auf Platz 5 in die deutschen Charts ein und konnte sich insgesamt neun Wochen in den Top 100 halten. In den deutschen Jahrescharts 2015 belegte der Tonträger Rang 91.

## Rezeption
| Professionelle Bewertungen | Professionelle Bewertungen |
| -------------------------- | -------------------------- |
| Kritiken                   |                            |
| Quelle                     | Bewertung                  |
| laut.de                    | [ 5 ]                      |
| CDStarts                   | [ 6 ]                      |

Manuel Berger von laut.de bewertete das Album mit zwei von möglichen fünf Punkten und bezeichnete es als „funktionierende, aber höhepunktarme Klassik-Übersetzung“. Er schreibt: „Die Instrumente greifen zwar gut ineinander, die Arrangements weisen keine Brüche auf. Doch sie halten sich zu sehr an die originalen Songstrukturen. Und das wird auf Dauer extrem eintönig.“
Die Internetseite CDStarts gab dem Album vier von möglichen zehn Punkten. Der Autor Matthias Reichel schrieb, dass die Klassik-Versionen der Lieder zwar „handwerklich ohne Fehl und Tadel umgesetzt“ wurden, fragt aber, ob „Onkelz-Fans wirklich ein Klassik-Album brauchen und wollen“. Außerdem kritisiert er, dass die Onkelz im Gegensatz zu Metallica oder Deep Purple bei ihrem Klassik-Album nicht selbst aktiv mitwirkten. Letztendlich sei es ein „spannungsarmer und emotional nicht berührender Reigen bekannter Melodien“.